# José de Mascarenhas da Silva e Lencastre, hertig av Aveiro
Don José de Mascarenhas da Silva e Lencastre, hertig av Aveiro, född den 2 oktober 1708 i Lissabon, död den 13 januari 1759 i Santa Maria de Belém, var en portugisisk konspiratör. 
Av Pombal undanträngd från den inflytelserika ställning, som han ägde vid hovet, trädde han i spetsen för de missnöjda, till vilka även jesuiterna slöt sig, anstiftade en sammansvärjning och angrep natten mellan 3 och 4 september 1758 kungen, som i vagn återvände från sin älskarinna. Kungen undkom med livet, men sårades. Upphovsmännen till detta attentat, de flesta tillhörande familjen Tavora, blev upptäckta och dömda till döden; somliga blev halshuggna, andra strypta, rådbråkade eller brända levande. Aveiro själv blev långsamt pinad till döds. En av denna sammansvärjnings följder var jesuiternas utdrivande ur Portugal.